# Zgniła Rega
Zgniła Rega – struga na Wybrzeżu Trzebiatowskim, w woj. zachodniopomorskim, w gminie Trzebiatów; prawobrzeżny dopływ Starej Regi.
Struga bierze źródła w na północny zachód od kolonii wsi Trzebusz. Biegnie w kierunku północno-wschodnim do drogi wojewódzkiej nr 109, a po jej minięciu i ok. 2 km swojego biegu odbija na północ w kierunku Mrzeżyna. Ok. 1 km od ujścia, wpada od lewego brzegu duży rów melioracyjny. Zgniła Rega uchodzi do Starej Regi przy jazie i przepompowni przed Mrzeżynem.
Tereny nad Zgniłą Regą są podmokłe i zabagnione, porosłe wysokimi krzewami. Wody gruntowe na tym obszarze mają znaczny odsetek soli pochodzenia morskiego. W rejonie strugi występują rośliny solniskowe, m.in. aster solny, babka nadmorska, świbka morska.
Według Mapy Podziału Hydrograficznego Polski struga należy do zlewni rzeki Regi.
Zgniła Rega w całości należy do dwóch nachodzących na siebie obszarów programu Natura 2000 tj. obszaru specjalnej ochrony ptaków "Wybrzeże Trzebiatowskie" oraz obszaru ochrony siedlisk Trzebiatowsko-Kołobrzeskiego Pasa Nadmorskiego.
Nazwę Zgniła Rega wprowadzono urzędowo w 1949 roku, zastępując poprzednią niemiecką nazwę strugi – Faule Rega.

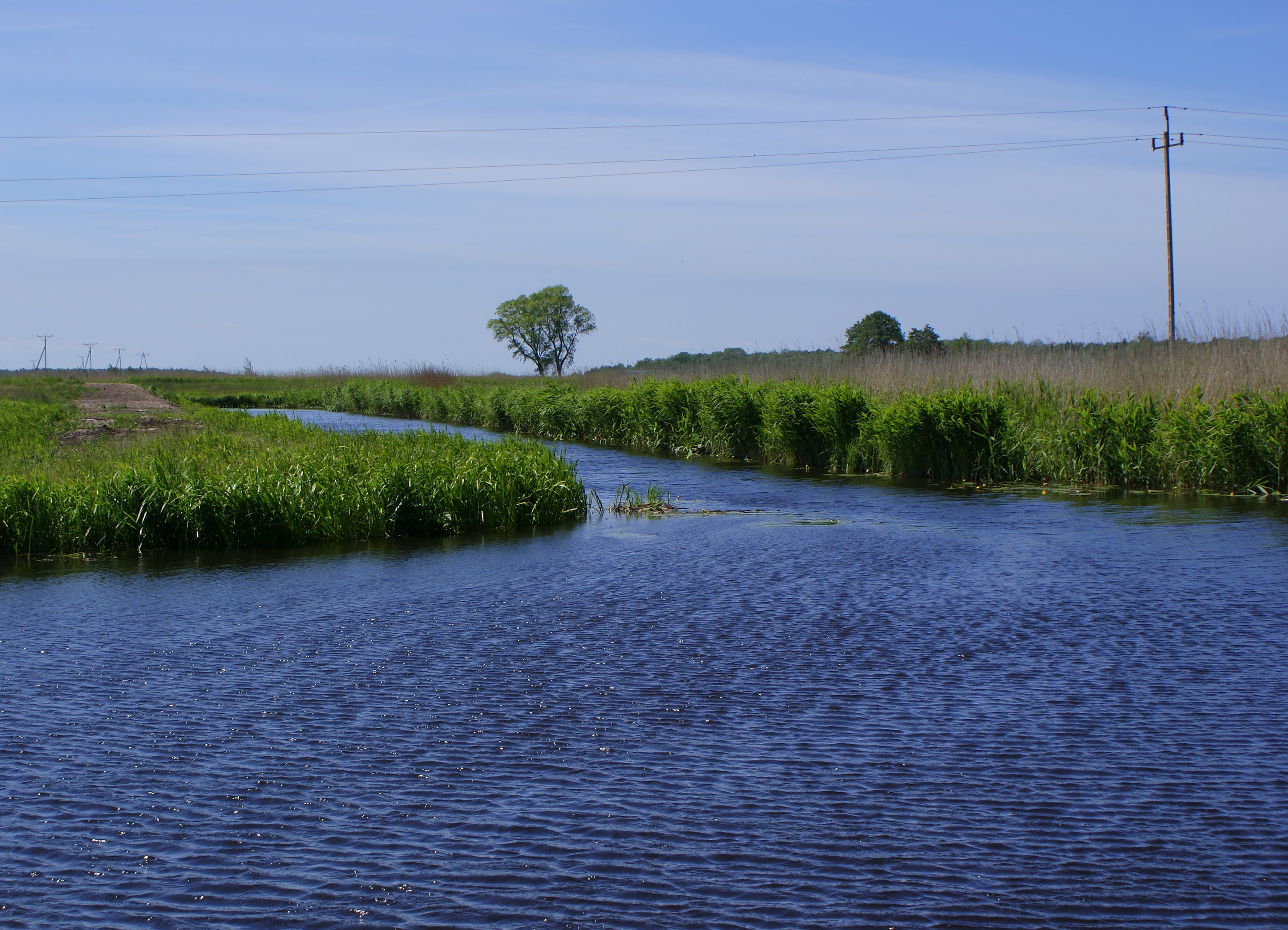
Ujście Zgniłej Regi do Starej Regi